# Herent
Herent là một đô thị ở tỉnh Vlaams-Brabant. Đô thị này bao gồm các thị xã Herent, Veltem-Beisem và Winksele. Tại thời điểm ngày 1 tháng 1 năm 2006 Herent có tổng dân số 19.218 người. Tổng diện tích là 32,73 km² với mật độ dân số là 587 người trên mỗi km².